# ジョチ・ウルス

ジョチ・ウルス
Алтан Орд, Зүчийн улс (モンゴル語)
Алтын Урда (タタール語)
Altın Orda (トルコ語)
اولوس جوجي (ペルシア語)

ジョチ・ウルスの領域（1300年ごろ）

ジョチ・ウルス（ペルシア語: اولوس جوجي、Ulūs-i Jūchī）は、13世紀から18世紀にかけて、黒海北岸のドナウ川、クリミア半島方面から中央アジアのカザフ草原、バルハシ湖、アルタイ山脈に至る広大なステップ地帯を舞台に、チンギス・カンの長男のジョチの末裔が支配し興亡した遊牧政権（ウルス)。

## 名称
ジョチ・ウルスは歴史家によって金帳汗国、キプチャク＝ハン国といったさまざまな呼称がなされている。

### ジョチ・ウルス
『集史』｢ジョチ・ハン紀」ではジョチ家の政権を指して「ジョチのウルス（ulūs-i jūchī）」と呼称しており、この記述に基づいてジョチ・ウルスという呼称が用いられている。後述するように、ロシア中心史観の影響を濃厚に受けている「金帳汗国」という呼称を避けるため、近年のモンゴル史研究者の間で広く用いられている。

### キプチャク＝ハン国
日本では1898年以来学校教科書が「キプチャク＝ハン国（汗国）」という名称を用いていたこともあって広く知られているが、実は史料上で確認される呼称ではない。マムルーク朝で編纂された史料ではジョチ・ウルス君主を指して「キプチャク草原の王」とも呼称するが、｢キプチャク＝ハン」という呼称は歴史史料には全くあらわれて来ない。そのため、｢キプチャク＝ハン国」という呼称は後世の歴史研究者による研究上の呼称にすぎない。

### 金帳汗国
主にロシア語史料においてジョチ家の政権を「金の大オルド（金帳）」と呼称することに由来し、ロシアを中心とする欧米地域では主としてこの呼称がもちいられる。ただし「金の大オルド（金帳）」という呼称が初めてロシア語史料に登場するのは16世紀以後のことであり、「金帳汗国」という呼称は同時代的なものではないという批判がなされている。ただし、このような批判に対してルブルックなどの記録にもバトゥが金の玉座に座っていたとあることを挙げ、「金の大オルド（金帳）」という概念は同時代的なものであるとする反論も存在する。また、初めて「金帳汗国」という呼称を用いた『カザン帝国史』における「金帳」の用法は現代における用法と微妙に異なるものであり、後述するようにバトゥ以前のジョチ家史を含まないなど、その指し示す対象については議論がある。
現在では総じて、欧米諸国の大部分で「金帳汗国」（たとえば英語では "Golden Horde"）、欧米諸国の一部と日本で「キプチャク＝ハン国」という呼称が用いられており、一方でこの政権の研究の専門家がジョチ・ウルスという呼称を積極的に用いているといえる。

## 定義
ジョチ・ウルスは、複数のウルスの集合体から成り立っていたモンゴル帝国のうち、ジョチの末裔によって支配されたウルスである。その名称の発生時点は明確ではないが、14世紀初頭に編纂された『集史』「ジョチ・ハン紀」に、すでにジョチ家の勢力に対して「ジョチのウルス（ulūs-i jūchī）」という表現が使われており、ティムール朝やムガル朝など下った時代の史料でもジョチ・ウルスの末裔であるウズベクを指して「ジョチのウルス」という用法が見られる。
成立以来、40人近くいたとされるジョチの諸子とその子孫によって分封支配が行われたが、その中央政権は、ジョチの次男のバトゥがヴォルガ川下流の平原に築いた都市サライを中心とし、ハン（※ハーンではない）の称号を帯びたジョチ家の君主が支配した勢力であった。このサライの政権はハンが金で装飾された帳幕（ゲル、オルダ）を宮殿としたことから、ロシア語でЗолотая Орда （ザラターヤ・アルダー）、ウクライナ語でЗолота Орда （ゾロター・オルダー）、英語で Golden Horde と言い、その日本語訳を黄金のオルドあるいは金帳汗国という。また、その支配下に入ったルーシをしばしば金ルーシと呼ぶが、日本語では金ロシアと訳されることが多い。
ジョチ・ウルスが割拠した草原地帯はキプチャク草原と呼ばれるため、日本ではこの遊牧国家をキプチャク・ハン国（欽察汗国）と呼ぶことが多いが、キプチャク・ハン国という語が、18世紀に完全に消滅するまでのジョチ・ウルス全体を指す場合と、1242年に建設され1502年に滅びたサライを中心とする政権を限定して指す場合とで定まっていないので、ここではジョチ・ウルスと呼ぶ。

## 歴史

### 成立期
1206年にチンギス・カンが即位し、モンゴル帝国を興すにあたって、長男のジョチにはゲニゲス部のクナン・ノヤン、フーシン部のケテ（フーシダイ）、シジウト部のモンケウル、アルラト部のバイクら4人の千人隊長と彼等の率いる4千人隊長が与えられた。ジョチがこれら4千人隊とともにアルタイ山脈方面のイルティシュ川流域に遊牧し、ウルスを形成したのがジョチ・ウルスの起源である。
1224年頃、ジョチが父に先立って死去した後、次男のバトゥがジョチ家の家長となり、ジョチがチンギス・カンに命じられていた、南シベリアから黒海北岸に至る諸地方の征服の任を受け継いだ。1235年、クリルタイでの決定に従って、第2代皇帝オゴデイ・カアンはバトゥを総司令官とするヨーロッパ遠征軍を派遣し、バトゥはヴォルガ中流域のブルガール、草原地帯のキプチャクなどのテュルク系、フィン・ウゴル系の諸民族、北カフカスまで征服して支配下に置き（モンゴルのヴォルガ・ブルガール侵攻）、ルーシ（キエフ大公国）、ポーランド、ハンガリーまで進撃した（モンゴルのルーシ侵攻、モンゴルのポーランド侵攻）。1242年、バトゥはオゴデイの訃報を受けて引き返し、オゴデイの後継が決まらず紛糾するのを見て、ヴォルガ川下流に留まることを決め、サライを都とするとともに、周辺の草原地帯を諸兄弟に分封して自立政権を築いた。

### 左右両翼体制の確立　バトゥ・ウルスとオルダ・ウルス

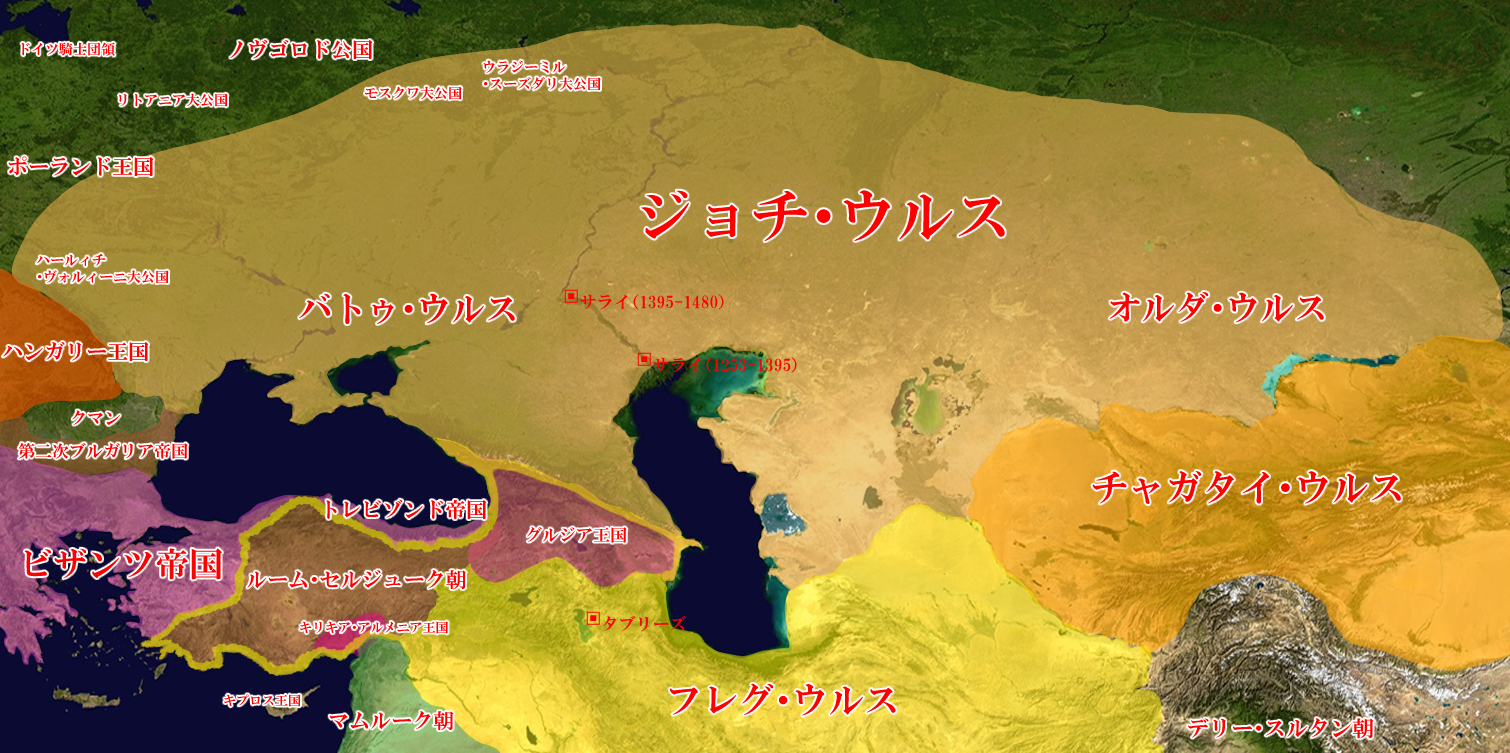
13世紀のジョチ・ウルス

建設当初のジョチ・ウルスはウルスの西半分（右翼ウルス）をヴォルガ川流域に遊牧する全ウルスの宗主バトゥの王統が統括し、東半分（左翼ウルス）をイルティシュ川流域に遊牧するバトゥの兄のオルダの王統が統括した。『集史』によればジョチの世嗣とみなされていた兄弟は彼ら2人を含め14人いたことが知られているが、麾下の諸軍と兄弟たちをバトゥとオルダ両人で折半してこれを統括下に置いている。
すなわち、バトゥはジョチの三男ベルケ、四男ベルケチェルを恐らく中軍（コル）とし、右翼諸軍は五男シバン（シャイバーン）を司令として六男タングト、七男ボアル、八男チラウカン、十男チンバイら8人を麾下において中軍と右翼諸軍からなる右翼ウルスを形成した。
一方のオルダは九男シンクル、十二男ウドゥル、十三男トカ・テムル、十四男セングムら4人を麾下において左翼諸軍からなる左翼ウルスを形成した（史料によっては十一男ムハンマド・ボラと九男シンクルが入れ替る場合もある）。
このバトゥ（あるいはシバン）の右翼ウルスをバトゥ・ウルス（アク・オルダ、White Horde - 白帳ハン国とも）、オルダの左翼ウルスをオルダ・ウルス（キョク・オルダ、Blue Horde - 青帳ハン国とも）と呼ぶ。オルダ・ウルス当主はバトゥ・ウルス当主を宗王として尊重しこれに従属したが、一方で「彼等自身のウルスの君主」でもあり、独自の外交政策を展開することもあった。
さらに属国として、ルーシの諸公国が従えられた。ルーシの諸公はサライのハンに対して納税の義務を負うとともに、しばしばサライへの出頭を命ぜられ、公の任免や生殺与奪をハンに握られた。ルーシの人々は、ジョチ・ウルスの人々をタタールと呼んだため、この属国としての状況を指して「タタールのくびき (татарское иго)」という。
以前はバトゥ・ウルス→青帳、オルダ・ウルス→白帳とされてきたが、1960年代にサファルガリエフとフョードロフ・ダヴィドフの研究によって「逆であった」ことが判明し、現在の研究者の間では広くバトゥ・ウルス→白帳、オルダ・ウルス→青帳の説が採用されている。

### ベルケ・フレグ戦争

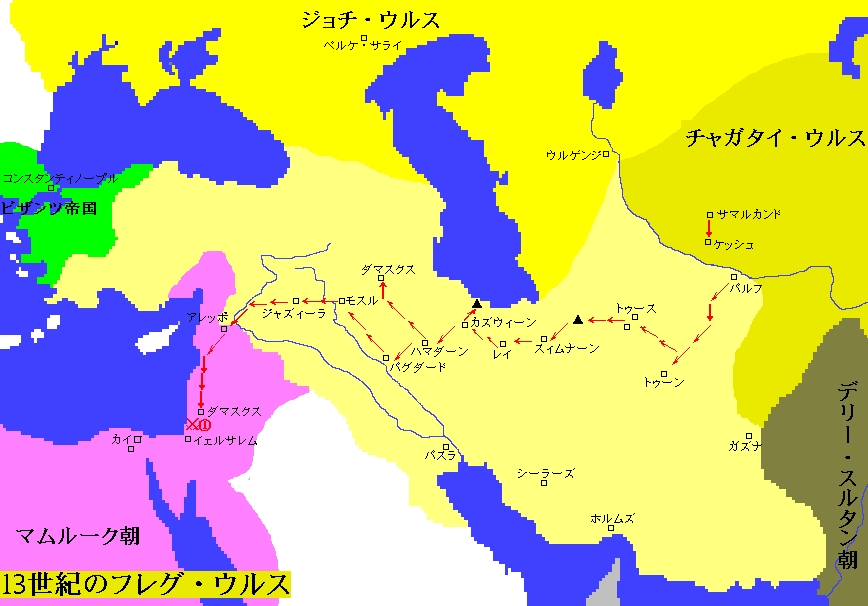
13世紀のフレグ・ウルスとその周辺国

1256年のバトゥの死後、後を継いだバトゥの諸子のサルタク、ウラクチが相次いで早世したため、バトゥの弟のベルケが継いだ。1253年に第4代モンゴル皇帝モンケの発議にはじまるフレグの西方遠征には、ジョチ・ウルスも王族たちと諸軍を派遣している。すなわちオルダ家の次男のクリを1万戸ともに派遣し、シバンの四男のバラカン、同じくボアルの次男のミンカダルの息子のトカル（ノガイの従兄弟）などであった。ところが、ベルケの時代の1260年に、このバラカンが遠征軍総司令フレグに対して呪詛を行ったとして捕縛され、一旦ベルケの宮廷へ送検されこれが事実と確認されたのち、フレグの許に再度送還され処刑されるという事件が起きた。ほどなくトカル、クリら他の二名も不審死し、1262年8月にはジョチ・ウルスから出向した諸軍が逃亡するという事態に陥った。これらの事件をフレグによる陰謀とみなしたベルケはフレグ率いる遠征諸軍と激しく反目する事となった。『集史』のフレグ・ハン紀に載る別の情報によれば、アイン・ジャールートの戦いの敗北の後の宴席でバラカンが急死し、これを毒殺と疑ったトカルがフレグを呪詛したためベルケのもとに送られ再度フレグによって1260年2月2日に処刑され、クリも急死したともいわれる。
1262年11月、ついにベルケはトカルの従兄弟であったノガイを前線司令とする3万の軍勢をカフカス方面へ派遣した。こうして南カフカスのアゼルバイジャンを巡ってトルイ家（イルハン朝）のフレグと対立し戦争となった（ベルケ・フレグ戦争）。フレグ存命中はアゼルバイジャン地方を巡って両軍一進一退を繰り返していたが、アバカが即位してからはイルハン朝軍の猛烈な反撃にあい、司令官ノガイが負傷するなどしてジョチ・ウルス側の戦線が後退する勢いであったため、ベルケは親征軍を自ら組織し、カフカス山系をカスピ海岸から越境してアゼルバイジャン地方のムーガーン低地へ侵攻した。しかし、ベルケはこの遠征中クラ川を渡るため遡上したグルジアのティフリス付近で1266年に陣没してしまった。このようなことでベルケの遠征軍はかれの遺骸とともに首都サライへ退却し、ジョチ・ウルスのアゼルバイジャン遠征は失敗に終わった。

### ケルミシュ・アガの和平
1267年にベルケを継いだバトゥの次男のトクカンの次男のモンケ・テムルの時代には、カフカス以南への遠征はフレグの後継者のアバカによりたびたび撃退されたためイルハン朝とは一時和平を結んだ。モンケ・テムルの義母はトルイの三男のクトクトゥの一人娘のケルミシュ・アガという人物で、クビライ、フレグらの姪であった。彼女はジョチ・ウルス内外で非常に尊敬されていた王族で、モンケ・テムルが即位して以降彼女は各方面に働きかけ、トルイ－モンケ、バトゥ時代からのジョチ・ウルスと大元ウルス、イルハン朝のトルイ家の両王朝との友好関係の再構築に奔走したことが記録として伝えられる。モンケ・テムル・ハンからトクタ・ハン時代までのイルハン朝、大元ウルスなどとの対外関係は、このケルミシュ・アガの影響が大きいようである。
1260年にモンケが雲南遠征で陣没し、クビライとアリクブケの兄弟による帝位継承戦争が勃発すると、ジョチ・ウルスは一応カラコルムの留守居役であったアリクブケ政権を承認していたが、基本的にクビライ、アリクブケ両陣営には中立的立場を維持した。1264年にアリクブケの降服によってクビライ政権が名実共にモンゴル皇帝（カアン）位を獲得すると、これを追認している。モンケ・テムル時代には東方の中央アジアについてもまたフレグの兄でモンゴル帝国皇帝（カアン）のクビライに反攻するオゴデイ家のカイドゥを討伐しようとしたが結局和平を結び、バラクへの牽制に協力した。このような情勢のためマー・ワラー・アンナフルに存在したジョチ家の食邑（投下領）の確保などを優先したためクビライ・カアンとはやや距離を置かざるを得なくなった。この頃マムルーク朝のバイバルスにアバカのいる北西イランを協力して挟撃するよう秘かに要請してもいた。
1277年、クビライによって中央アジアのカイドゥらの討伐に派遣された皇子ノムガンとココチュがモンケの息子で遠征軍に参加していたシリギらによって捕縛される事件が起きた。いわゆるシリギの乱である。カイドゥらに引き渡されたノムガンらはモンケ・テムルの許に護送されて、クビライはバヤンを西方へ派遣してこれの鎮圧へ向かった。このように中央アジアの国際情勢は緊迫するなか、1280年にモンケ・テムルが没した。ジョチ・ウルスはこのためにただちにクリルタイが招集され、右翼諸軍の統括者になっていたノガイと左翼諸軍の統帥オルダ家の当主コニチによって、モンケ・テムルの同母弟のトデ・モンケがハン位に推戴された。1282年にシリギがバヤンに降服し、ノムガンらもジョチ・ウルスから大元ウルスへ送り返された。ジョチ・ウルスでのノムガンらは上述のケルミシュ・アガらが率先して歓待し彼らを保護したため、クビライ家からは感謝されたようである。

### トレブカのクーデター
しかし、このトデ・モンケの即位を快く思わなかったモンケ・テムルの世嗣たちは、1287年反乱を起こしてサライを占領し、トデ・モンケ・ハンを廃位して首謀者の一人のトレ・ブカをハン位に継がせて反乱首謀者の王族たちによる共同統治をはじめた。
このクーデターに参加しなかったらしいモンケ・テムルの五男のトクタは兄のアルグイらに追われたが、西方にいた右翼の統帥ノガイに助けを求め、ノガイと共謀して最終的に反乱を起こした王族たちを誘い出し、彼らを処刑した。

### トクタとノガイの反目とイスラム化
こうしてノガイらの推戴によって1291年にトクタがハン位を継いだ。バトゥの子孫が支配するサライのジョチ・ウルス中央政権（黄金のオルド）では、ジョチ家傍系であるジョチの七男のボアル家の当主ノガイがジョチ家王族の年長者であったことから、ジョチ・ウルスの君主であるハン以上に権力を行使しバトゥ家の当主たちの動向に干渉・対立した。ノガイはハンガリー、ブルガリアに勢力を伸ばし、バルカン半島方面に一大勢力を築き上げるとともに、ハンの改廃を自由に行ったとされる。ノガイ、トクタ両人はこの紛争の解決にイルハン朝のガザン・ハンに調停を使者を送って依頼したが、ガザンはジョチ家内部の紛争については不干渉を表明したため、バトゥ家内部での武力衝突は避けられないものとなった。1299年にモンケ・テムルの子のトクタ・ハンと争い、殺害された。
ノガイ没落後の14世紀初頭、トクタ及びその後を継いだ甥のウズベク・ハンのもとではバトゥ家のウルスは最盛期を迎え、首都サライは国際交易と商工業の中心として栄えた。折しも、中央アジアではカイドゥ・ウルスが解体したことで「東西和合の時代」が訪れ、大元ウルスとジョチ・ウルスとの交流も活発化した。また、ウズベクは支配下の遊牧民をイスラム教に大々的に改宗させ、ジョチ・ウルスのイスラム化がこの頃急速に進んだ。
北東ルーシの小国であったモスクワ公国のイヴァン1世が、ウズベク・ハンに取り入り、北東ルーシ諸公の収税を集めて遅滞なく支払う責任と引き換えに1328年にウラジーミル大公の位を獲得して、モスクワ大公国を築き上げた。

### バトゥ・オルダ両王家の断絶とトカ・テムル家の台頭

1389年、ティムールとの戦い以前のジョチ・ウルス。星印が首都サライ、北西に保護下のモスクワ大公国が、クリミア半島海岸にはジェノヴァの植民地が存在する。モスクワの北西のノヴゴロド共和国にも勢力が及んでいる。キエフなど西部はリトアニア大公国に奪われている。サマルカンドなど南はティムール帝国領。

1359年にウズベク・ハンの孫のベルディベク・ハンが死ぬとジョチ・ウルスではバトゥの王統が断絶し、1379年までの20年間に21人以上のハンが交代するという大混乱に陥った。20年余りに及ぶこの混乱した時代を、ルーシの年代記は「大紛乱（эамятня беликая）」と呼称する。キヤト部族のママイ（1380年没）が黒海北岸を押えて大勢力となり、ハン国の事実上の支配者となった。
また東部のオルダ・ウルスでも王統がオルダの子孫から、ジョチの十三男のトカ・テムルの子孫に移り、トカ・テムル裔のオロスが支配した。

### クリコヴォの戦い、トクタミシュ・ティムール戦争、グルンヴァルトの戦い
1362年、青水の戦い。
1377年、ピャナ河の戦い。
1378年、ヴォジャ河畔の戦い（露: Битва на реке Воже）。
1376年、オルダ・ウルスにいたトカ・テムル裔のトクタミシュは、オロスと対立してティムール朝のサマルカンドに逃れ、ティムールの援助を受けて1378年にオルダ・ウルスの支配者となった。トクタミシュはサライに遠征してサライのハンの座につき、さらに1380年にはクリコヴォの戦いでモスクワ大公国に敗れて再起をはかる途上であったママイを討ち、ジョチ・ウルスの再統一を果たした。しかし、トクタミシュは支援を受けたティムールと対立し（トクタミシュ・ティムール戦争）、1395年、ティムールの大軍によるサライ遠征に敗れて没落し、マンギト部族のエディゲに倒された。
1410年のグルンヴァルトの戦いでは、ジャラールッディーン率いる約1000人のリプカ・タタール人軽騎兵がドイツ騎士団を陽動作戦で壊滅させた。1431年にサイイド・アフマド1世がリトアニア大公国東部のシュヴィトリガイラから要請を受け、リトアニア内戦の反ポーランド軍をドイツ騎士団と共に支援した。一連の介入戦争は、ヨーロッパの勢力図を大きく変えることになった（1569年にポーランド・リトアニア共和国が成立）。

### ジョチ・ウルスの分裂
これ以降、ジョチ裔の様々な家系に属する王族によりサライのハン位が争奪され、争奪戦に敗れた王族が他地方でハンを称して自立し、ヴォルガ中流のカザン・ハン国、カスピ海北岸のアストラハン・ハン国、クリミア半島のクリミア・ハン国が次々に勃興し、マンギト部族の形成した部族連合ノガイ・オルダや、大オルダと呼ばれるようになったサライを中心とするハン国正統の政権（黄金のオルド）などの諸勢力が興亡した。
一方、東方の旧青帳ハン国ではジョチの五男のシバン（シャイバーン）の子孫がハンとして率いるウズベク族（シャイバーニー朝）と、オロスの子孫がハンとして率いるカザフ（カザフ・ハン国）の二大遊牧集団が形成され、南シベリアではシビル・ハン国が誕生し、15世紀の間にジョチ・ウルスの政治的統一は完全に失われていった。

### 滅亡
クリコヴォの戦い以降、モスクワ大公国が急速に力をつけしだいに貢納を滞るようになり、1480年サライの大オルダの君主アフマド・ハンは大軍をもって進軍したが、モスクワ大公イヴァン3世に敗れてルーシの支配力を失った（ウグラ河畔の対峙）。大オルダは1502年6月10日にクリミア・ハン国によってサライを攻略されて滅ぼされた。
16世紀の間にカザン、アストラハン、シビルの各ハン国も次々にロシア・ツァーリ国に併合された。大オルダのハン位の継承者を名乗った最後のハンとなったクリミア・ハン国は、フメリニツキーの乱でザポロージャ・コサックの独立に影響力を見せたが、1783年に至ってロシア・ツァーリ国に併合され、より影響力の大きなロシア帝国に変貌してポーランド分割に影響を与えた。多くの場合、大オルダの滅びた1502年か、クリミア・ハン国が滅びた1783年をもってジョチ・ウルスの滅亡としている。
なお、ウズベクでジョチの子孫のハンが絶えたのは1804年で、カザフではロシア革命までジョチの子孫が王族として君臨しつづけた。

## 文化と制度
4千人隊のモンゴル遊牧民から発展しながら広大な領域を支配したジョチ・ウルスは、広大な支配地域のもとに多くのテュルク系遊牧民を含んだと推測される。このため、元来モンゴル系だった人々のテュルク化が進展し、勅令など支配者から発給される文書もテュルク語が使われた。また、イスラム教も早くに入り、2代ハンとなったバトゥの弟のベルケは即位以前からムスリム（イスラム教徒）であったことが知られる。しかし、ベルケを例外としてイスラム化はそれほど進まず、13世紀になってウズベクがスーフィーの影響で改宗したのをきっかけに、全ウルスをあげてイスラムに改宗した。ベルケやウズベク以降の諸ハンは、イスラムに改宗したことをきっかけにエジプトのマムルーク朝と友好を持ち、アゼルバイジャンをめぐって同族のイルハン朝としばしば争った。そもそもバイバルスをはじめ、マムルーク朝初期のマムルークたちが、ジョチ・ウルスの支配下で捕虜となるなどして奴隷としてエジプトに売られていったテュルク系遊牧民であった。
ルーシに対しては、諸公の任免の最高決定権を握り、決まった税金をサライに納めることや戦時に従軍することを義務付けたほかは、間接統治に委ねられた。それでも諸公たちは頻繁に税金を携えてサライに赴いたり、敵対する諸公との争いで不利な裁定をされたりしないように宮廷や実力者への付け届けを余儀なくされ、納税や従軍の義務を怠れば懲罰として遊牧民からなる大軍の侵攻を受けるなど、大いに苦しめられた。もっとも、この「タタールのくびき」と呼ばれるモンゴルの支配がどの程度の圧政であったか、またモンゴルの支配がロシア史の展開にどの程度影響を及ぼしたかについてはロシアの歴史学会では19世紀以来、大きな問題として議論された点である。例えば、モンゴルの圧制がロシア社会の発展を妨げたとする説、モンゴルの支配によってロシアへは東洋的な専制支配を自己のものにすることができたのだとする説、モンゴルの支配はロシアの社会発展に特に影響を及ぼさなかったのだとする説など、様々な意見が出されてきた。この問題は決着を見てはいない。

## 「金帳汗国」史観の抱える問題
19世紀から20世紀前半に至るまでジョチ・ウルス史研究はロシア人研究者によって主導されており、結果として20世紀半ばまでに編集されたジョチ・ウルス史研究書はロシア人の歴史観が濃厚に反映されたものとなっていた。しかし20世紀後半よりモンゴル人自身の歴史観が反映された『集史』に代表されるペルシア語史料の利用が進むと、従来のジョチ・ウルス史研究に対する批判がなされるようになっている。

### ジョチ・ウルスの初代当主
旧来のジョチ・ウルス史研究ではジョチの息子のバトゥがヨーロッパ遠征を開始した時点か、首部サライを建設した時がジョチ・ウルス=金帳汗国の成立であると考えられてきた。しかし『元史』や『集史』をはじめとする同時代史料、後世モンゴル帝国の後継国家で編纂されたあらゆるペルシア語資料の中でバトゥを初代君主とするものは一つもなく、すべての史料が一致してジョチを初代君主としてあげている。結局のところ「ジョチ・ウルス＝金帳汗国初代当主はバトゥである」という説は「金帳汗国はロシアにおけるモンゴル人政権である」と捉えるロシア中心史観に基づいた後世の歴史的解釈であるといえる。

### ジョチ・ウルスの末裔政権
旧来のジョチ・ウルス史研究ではロシア方面に偏った歴史叙述を行うため、ジョチ・ウルス東方の動向については軽視されがちであった。その最たるものがジョチ・ウルスの末裔政権の捉え方で、旧来の説ではカザン、アストラハンなどのハン国をジョチ・ウルスの後継国家としながら、同じくジョチ王家によって治められるウズベク、カザフ汗国をジョチ・ウルスの後継国家に数えない。
しかしティムール朝で編纂された史書では「ウズベクの初代君主」とされるアブル・ハイル・ハンは「新王朝の始祖」ではなくあくまでジョチ家の君主の一人として数えられている。同様にサファヴィー朝で編纂された資料ではカザフ・ハン国君主をジョチ家の君主の一人として数えている。
以上のような史実に基づかない歴史叙述は「ジョチ・ウルス＝金帳汗国」を「ロシアにおけるモンゴル人＝タタル人」の国家と捉えたために生じたものである。故に、近年のジョチ・ウルス史研究者の間ではロシア以外に住まうモンゴル人の動向も含めたジョチ・ウルス史研究の必要性が主張されている。

## 歴代君主
ジョチ・ウルスの当主
1. ジョチ（1220年 - 1225年）…チンギス・カンの長男
2. バトゥ（1225年 - 1255/56年）…ジョチの次男
3. サルタク（1256年）…バトゥの長男
4. ウラクチ（1256年?）…バトゥの子
5. ベルケ（1256年? - 1266年）…ジョチの三男で、バトゥの弟
6. モンケ・テムル（1266/67年 - 1280年?）…バトゥの子のトクカンの子
7. トダ・モンケ（1281年? - 1287年）…トクカンの子で、モンケ・テムルの弟
8. トゥラ・ブカ（トレ・ブカ）（1287/88年 - 1291年）…トクカンの子のダルブの子
  - ゴンチェク…トゥラ・ブカの弟
  - アルグイ…モンケ・テムルの長男
  - トグリルチャ…モンケ・テムルの子
9. トクタ（1291年 - 1312/13年）…モンケ・テムルの子
10. ウズベク・ハン（1313年 - 1342年）…モンケ・テムルの子のトグリルチャの子
11. ティーニー・ベク（ティニベク・ハン）（1342/43年）…ウズベク・ハンの子
12. ジャーニー・ベク（ジャニベク・ハン）（1342/43年 - 1357年）…ウズベク・ハンの子
13. ベルディ・ベク（ベルディベク・ハン）（1357年 - 1359年）…ジャーニー・ベクの子
14. クルナ（クルパ）（1359年 - 1359/60年?）…ジャーニー・ベクの子で、ベルディ・ベクの弟
15. ナウルーズ（1358/59年 - 1360/61年）…ウズベク・ハンの未亡人のタイトグリと結婚
16. ヒズル（1358年 - 1359/60年?）…シバン家
17. テムル・ホージャ（1359/60年?）…ヒズルの子
18. オルド・マリク
19. ケルディ・ベク（1360年 - 1362年）…ウズベクの子

オルダ・ウルスの当主
1. オルダ…ジョチの長男
2. コンクラン…オルダの四男
3. テムル・ブカ…オルダの七男のフレグの子
4. コニチ…オルダの長男のサルタクタイの子
5. バヤン…コニチの子
6. クペレク…テムル・ブカの子
  - サシ・ブカ…バヤンの子

金帳ハン国
1. ジョチ
2. バトゥ
3. ベルケ
4. サイン・ハン（モンケ・テムル）
5. トダ・モンケ
6. トクタ
7. ウズベク…青帳ハン
8. ジャーニー・ベク…青帳ハン
9. ベルディ・ベク…青帳ハン
10. ケルディ・ベク…青帳ハン
11. ナウルーズ
12. チェルケス…青帳ハン
13. ヒズル…青帳ハン
14. ムラート
15. バザルチ
16. サシ・ノカイ
17. トグルク・テムル
18. ムラード・ホージャ
19. クトルク・ホージャ
20. オロス
21. トクタキヤ…オロスの子、白帳ハン
22. テムル・ベク（ティムール・メリク）（? - 1378/79年）…白帳ハン
23. トクタミシュ（1380年 - 1399/1406年）…トイ・ホージャの子
24. テムル・クトルク（? - 1399/1400年）…テムル・ベクの子、白帳ハン
25. シャディ・ベク（1400年 - ?）…白帳ハン
26. ボラト（1407/08年 - ?）…テムル・クトルクの子
27. テムル（1410/11年 - 1411/12年）…ボラトの弟
28. ジャラールッディーン（1409/11年 - 1412年）…トクタミシュの長男、青帳ハン、白帳ハン
29. カリーム・ベルディ（1412年 - ?）…トクタミシュの次男
30. キョペク（ケベク）（1412年頃 - 1424年頃）…トクタミシュの三男
31. チェキレ（1413年 - 1414年）
32. ジャッバール・ベルディ（1416年 - 1417/19年？）…トクタミシュの四男、青帳ハン
33. サイイド・アフマド（1433/34年 - 1465年）…カリーム・ベルディの子
34. ダルヴィーシュ（1414年 - 1419年）
35. ウルグ・ムハンマド
36. バラク（1419年 - 1428年頃）
37. ギヤースッディーン…シャディ・ベクの子
38. クチュク・ムハンマド（1423年 - 1459年）…テムルの子

青帳ハン国
1. トグリルチャ…モンケ・テムルの子
2. ウズベク（1313年 - 1342年）…トグリルチャの子
3. ジャーニー・ベク（1342/43年 - 1357年）…ウズベクの子
4. ベルディ・ベク（1357年 - 1360/61年）…ジャーニー・ベクの子
5. ケルディ・ベク
6. オルダ・シャイフ…エレゼンの三男
7. ヒズル
8. フラファ
9. テムル・ホージャ
10. ムリード
11. アズィーズ
12. ハージー
13. チェルケス
14. トクタミシュ…白帳ハン
15. ジャラールッディーン…白帳ハン
16. ジャッバール・ベルディ

白帳ハン国
1. サシ・ブカ
2. エレゼン
3. ムバーラク・ホージャ
4. チンバイ
5. オロス
6. トクタキヤ
7. テムル・ベク（ティムール・メリク）
8. トクタミシュ…青帳ハン
9. テムル・クトルク…テムル・ベクの子
10. シャディ・ベク
11. テムル…テムル・クトルクの子
12. ジャラールッディーン…青帳ハン
13. ウルグ・ムハンマド
14. チェキレ

ジョチ・ウルス東部
- ムスタファー
- マフムード・ホージャ…カーン・ベクの子
- クユルチュク（1395年 - ?）…オロスの子
- バラク（1419年 - 1428年頃）…クユルチュクの子
- アブル・ハイル（1428年 - 1468年）→シャイバーニー朝へ
- シャイフ・ハイダル（1468年）…アブル・ハイルの子

ジョチ・ウルス西部（大オルダ）
- カーディル・ベルディ…トクタミシュの子
- ウルグ・ムハンマド（1438年？ - 1445年）
- ダウラト・ベルディ
- クチュク・ムハンマド（小ムハンマド）（在位：1423年 - 1459年）…テムルの子
- マフムード・ハン（在位：1459年 - 1466年？）…クチュク・ムハンマドの長男→アストラハン・ハン国へ
- アフマド・ハン（在位：1465年？ - 1481年）…クチュク・ムハンマドの三男
- ムルタザー…アフマドの長男
- サイイド・アフマド…アフマドの次男
- シャイフ・アフマド（在位：？ - 1502年）…アフマドの三男

## 系図
ジョチから大オルダまでの系図

## ジョチ・ウルス系の後継諸政権
シバン家系諸政権
- シャイバーニー朝（遊牧ウズベク、ブハラ・ハン国）1500年 - 1599年
  - ヒヴァ・ハン国 1512年 - 1920年
- シビル・ハン国（シベリア・ハン国）15世紀? - 1598年

トカ・テムル家系諸政権
ウルン・テムル系
- カザフ・ハン国 15世紀後半 - 1865年
- クリミア・ハン国 15世紀前半 - 1783年
- カザン・ハン国 1438年 - 1552年
  - カシモフ・ハン国 1456年 - 1681年

キン・テムル系
- アストラハン・ハン国 1466年 - 1556年（イヴァン4世の侵攻によりアストラハンを放棄）
  - ジャーン朝（ブハラ・ハン国）1599年 - 1789年

非チンギス・カン裔のジョチ・ウルス系諸政権
- ノガイ・オルダ - ジョチ家の重臣マンギト部族を核とする部族連合
- スーフィー朝  - ジョチ家の重臣コンギラト部族の政権
- コーカンド・ハン国 - シャイバーニー朝、アストラハン・ハン国に属しコーカンドを領有していたミン部族の政権